# Pagoda della Grande Oca Selvatica
La Pagoda della Grande Oca Selvatica (大雁塔S, Dàyàn TǎP) detta anche Grande Pagoda dell'Oca Selvatica è una torre pendente e uno dei simboli della città di Xi'an, in Cina.
Deve il proprio nome alla tradizione, secondo la quale, il Buddha, sotto forma di oca, precipitò esanime al suolo dallo stormo con cui stava volando, acciocché un monaco affamato potesse trarne non già nutrimento, bensì insegnamento.
La pagoda si trova nella provincia di Shaanxi, nel distretto di Yanta, a circa 3 km dall'imponente quadrilatero delle grandi mura cittadine di Xi'an, e a sud della città antica.

## Storia e descrizione
Venne eretta nel 652 per volere dell'imperatore Tang Gao Zong per ospitare i 1300 Sutra, libri sacri, importati dal celebre monaco buddhista Xuan Zang durante il suo viaggio in India. Sorge in un luogo sacro dove, secondo alcune fonti, sorgeva un tempo un monastero buddhista già in epoca Sui; non svolse funzioni funerarie ma divenne il più importante centro di traduzione degli antichi testi sacri e filosofici. Tali testi sono in parte visibili ancora oggi nei padiglioni che, assieme alla Torre della Campana e alla Torre del Tamburo, si trovano in prossimità della pagoda (noti come "Tempio di Confucio"). All'interno sono ospitate anche alcune collezioni di rilevanza minore.
Tra il 701 e il 704 vennero aggiunti cinque piani, per volere dell'Imperatrice Wu Zetian. Subì gravi danni durante i terremoti del 1555 e del 1563 poi riparati. La Pagoda, oggi completamente restaurata, è alta 59,9 metri e ha la foggia di una piramide in pietra disposta su sette piani; i due superiori vennero aggiunti alla costruzione originale alcuni decenni dopo la sua edificazione.
Non lontano dal sito, in direzione nord-ovest, si trovano i resti della Pagoda della Piccola Oca Selvatica.